# 良性腫瘍
良性腫瘍（りょうせいしゅよう）とは、病理学的に悪性所見を持たない腫瘍のことである。

## 病理学的特徴
すなわち、良性腫瘍細胞は自律的な増殖をするものの、自らどこまでも自律的に増殖できる環境を作っていく能力をもたず、発生した場所で増殖するのみであり、栄養血管の不足などそれ以上の増殖を許さない環境が生じた時点で増殖を停止する。分化度の高い悪性腫瘍より、さらに分化度の高い腫瘍と言うこともできる。なお、発がん機構は多段階であり、良性腫瘍と悪性腫瘍の境界線は必ずしも明らかではない。
形態的には、概ね以下のような特徴を示す(全ての良性腫瘍に当てはまる訳ではなく、またこの特徴に当てはまる腫瘍が全て良性という訳でもない)。
- 周囲の組織を圧排しながら増殖し、肉眼的にも顕微鏡的にも、周囲との境界が明瞭な膨脹性増殖を示す。転移や浸潤傾向を示さない。
- 発生母地の組織とあまり変わらない(＝類器官的 organoid な)組織構造を示す。すなわち構造異型が小さい。(とは言え、全くの正常構造ではない。例えば腺腫の腺管は極性を持たない走行を示し、また三次元的なネットワークを構成している。)
- 個々の細胞の形態も母地の正常細胞とあまり大きな隔たりがない。すなわち細胞異型が小さい。
- 細胞周期が長い。また、異常核分裂を起こさない。

## 臨床的な取り扱い
（生物学的な）良性腫瘍の診断は必ずしも臨床的な予後が良好であることを意味しない。例えば脳幹部に発生した低異型度髄膜腫は良性腫瘍であるが、治療困難であり、かつ脳幹を圧迫して予後不良であるため臨床悪性である。
また、悪性腫瘍はしばしば良性腫瘍の中から発生する（＝良性腫瘍が悪性化する）ため、臨床的にはその意味でも、腫瘍の良悪の明らかな境界線が引きづらいことが多い。例えば大腸ポリープを例にとると、数ミリのポリープは腺腫でありそのまま推移すれば概ね良性であるが、数センチを超えるとかなりの確率で腺癌細胞が現れ大腸癌化することが知られている。したがって、良性腫瘍は前がん状態と見ることもできるが、がんの細胞分化に関しては未解明の部分が多く、この考えに対する異論もある。

## 良性腫瘍の一覧
メルクマニュアルに記述されている主な良性腫瘍を抜粋して次に示す。
- 脳の良性腫瘍
  - 頭蓋咽頭腫
- 骨の良性腫瘍
  - 骨軟骨性外骨症
  - 軟骨腫
  - 軟骨芽細胞腫
  - 類骨骨腫
  - 巨細胞腫
- 食道の良性腫瘍
  - 平滑筋腫
- 小腸の良性腫瘍
  - 平滑筋腫
  - 脂肪腫
  - 神経線維腫
  - 線維腫
  - 血管腫
  - ポリープ
- 肝臓の良性腫瘍
  - 肝細胞性腺腫
  - 胆管腺腫
- 胆管の良性腫瘍
  - 乳頭腫
  - 絨毛腺腫
- 耳の良性腫瘍
  - 耳茸
  - 真珠腫（腫瘍ではないため）
- 鼻腔内の良性腫瘍
  - 線維腫
  - 血管腫
  - 神経線維腫
  - 神経鞘腫
  - 骨化性線維腫
- 喉頭の良性腫瘍
  - 血管腫
  - 線維腫
  - 軟骨腫
  - 粘液腫
  - 神経線維腫
- 口腔・唾液腺の良性腫瘍
  - 良性多形性腺腫
  - 単形性腺腫
  - オンコサイトーマ
  - 乳頭状リンパ腫嚢腺腫
  - エナメル上皮腫
- 皮膚、皮下組織の良性腫瘍
  - 母斑
  - 懸垂線維腫
  - 血管腫
  - 血管性母斑
  - リンパ管腫
  - 化膿性肉芽腫
  - 脂漏性角化症
  - 皮膚線維腫
  - ケラトアカントーマ
  - ケロイド
  - 脂肪腫
  - 褐色脂肪腫
  - 神経線維腫
  - シュワン細胞（神経鞘）腫
  - 粉瘤（アテローム）